# La Chapelle-la-Reine
La Chapelle-la-Reine is een gemeente in het Franse departement Seine-et-Marne (regio Île-de-France) en telt 2781 inwoners (1999). De plaats maakt deel uit van het arrondissement Fontainebleau.

## Geografie
De oppervlakte van La Chapelle-la-Reine bedraagt 15,9 km², de bevolkingsdichtheid is 174,9 inwoners per km².
De onderstaande kaart toont de ligging van La Chapelle-la-Reine met de belangrijkste infrastructuur en aangrenzende gemeenten.

## Demografie
Onderstaande figuur toont het verloop van het inwonertal (bron: INSEE-tellingen).